# Christophe-Louis Légasse

Wappen mit Wahlspruch: Vivat Domino nostro Jesu Christo duce et auspice – „Er lebe unter der Führung und Weisung unseres Herrn Jesus Christus“.

Christophe-Louis Légasse (* 25. August 1859 in Bassussarry; † 30. Juli 1931 in Périgueux) war ein französischer römisch-katholischer Bischof von Oran und von Périgueux.

## Leben
Christophe-Louis Légasse empfing am 13. Juli 1884 die Priesterweihe. Leo XIII. ernannte ihn am 14. November 1899 zum Apostolischen Präfekten von Saint-Pierre und Miquelon. Benedikt XV. ernannte ihn am 6. Dezember 1915 zum Bischof von Oran.
Der Erzbischof von Bordeaux, Paulin-Pierre Kardinal Andrieu, spendete ihm am 22. Februar des nächsten Jahres die Bischofsweihe; Mitkonsekratoren waren François-Xavier-Marie-Jules Gieure, Bischof von Bayonne-Lescar-Oloron, und Laurent Marie Étienne Monnier, Bischof von Troyes.
Der Papst ernannte ihn am 13. August 1920 zum Bischof von Périgueux.